# Juan del Águila (trinitario)
Juan del Águila (Ávila, 5 de febrero de 1563 - Argel, 5 de junio de 1613) fue religioso de la Orden de la Santísima Trinidad, en la que tuvo el oficio de redentor general y como tal participó en una redención en Argel junto a Bernardo de Monroy y Juan de Palacios, siendo el primero de los tres en morir en las mazmorras de la ciudad.